# Molí del Roquet
El Molí del Roquet és un molí de Sant Martí de Maldà, al municipi de Sant Martí de Riucorb (Urgell), inclòs a l'Inventari del Patrimoni Arquitectònic de Catalunya.
Del molí es conserva la volta ojival de la planta que fa uns 6,75 metres x 4,45 metres. Es desmuntà i dexà de funcionar per allà els anys 20.